# Antonio Brancaccio
Antonio Brancaccio (* 12. Februar 1923 in Maddaloni, Provinz Caserta; † 26. August 1995 in Göttingen) war ein italienischer Richter und parteiloser Politiker.

## Leben
Brancaccio studierte nach dem Schulbesuch Rechtswissenschaft, wurde nach dem Abschluss (Laurea in giurisprudenza) zum Richter ernannt und stieg zuletzt von 1986 bis 1995 zum Präsidenten des Corte Suprema di Cassazione (Oberster Kassationsgerichtshof) auf, dem höchsten Gericht der ordentlichen Gerichtsbarkeit Italiens.
Am 17. Januar 1995 wurde der Parteilose Brancaccio Innenminister und behielt dieses Amt bis zu seiner Ablösung aus Gesundheitsgründen am 8. Juni 1995, blieb jedoch als Minister ohne Geschäftsbereich Mitglied im Kabinett von Ministerpräsident Lamberto Dini.
Zuletzt war er in Behandlung in einem Krankenhaus in Göttingen, wo er kurz darauf an einem Hirntumor starb.